# Cañar tartomány
Cañar Ecuador egyik tartománya, amelynek székhelye Azogues. A 2005-ös népszámláláskor a tartomány népessége 221 045 fő volt.  Területén találhatók Ecuador legismertebb inka településének, Ingapircának a romjai. A terület őslakói a cañari emberek.

## Kantonok
A tartományban 6 kanton van.
| Kanton     | Népesség (2001) | Terület (km²) | Székhely   |
| ---------- | --------------- | ------------- | ---------- |
| Azogues    | 64 910          | 613           | Azogues    |
| Biblián    | 20 727          | 227           | Biblián    |
| Cañar      | 58 185          | 1 804         | Cañar      |
| Déleg      | 6 221           | 78            | Déleg      |
| El Tambo   | 8 251           | 65            | El Tambo   |
| Suscal     | 4 419           | 31            | Suscal     |
| La Troncal | 10 000          | 328           | La Troncal |